# Och det hände vid den tiden
Och det hände vid den tiden , julpsalm av Cecil Frances Alexander från 1848, fritt översatt till svenska av Eva Norberg 1971.
Texten är en versifiering av det s.k. "julevangeliet" i Lukasevangeliets andra kapitel. Det märks till exempel i själva anslaget (titelraden) "Och det hände vid den tiden" med bibelns "Och det hände sig vid den tiden". I de två sista verserna talas det om de vise männen och Betlehemsstjärnan. 
Melodin (G-dur, 4/4) tonsattes av Henry John Gauntlett (1805—1876) 1849. I den svenska psalmboken 1986 sänktes tonarten från G-dur till F-dur.

## Publicerad som
- Nr 129 i den ekumeniska delen av den svenska psalmboken (dvs psalm 1-325 i Den svenska psalmboken 1986, Cecilia 1986, Psalmer och Sånger 1987, Segertoner 1988 och Frälsningsarméns sångbok 1990) under rubriken "Jul".
- Nr 30 i Finlandssvenska psalmboken 1986 under rubriken "Jul".